# Lorenz-hágó
A Lorenz-hágó (szlovákul Bystré sedlo) magashegyi hágó 2314 m-es tengerszint feletti magasságban a Magas-Tátrában, Szlovákiában. Az első bemélyedés a Szoliszkó-gerincen, a Furkota-csúcs (É) és a Nagy-Szoliszkó (D) között fekszik. Nem alkot egyetlen kifejezett hágónyílást, amennyiben az említett két csúcs közötti horpadás számos kisebb bemetszésre szakadozik. A nyereg ott van, ahonnan a gerinc tagolatlanul és meredeken kezd emelkedni a Furkota-csúcshoz.
Fontos átkelőhely a Furkota-völgy és a Malompataki-völgy között, jelzett turistaösvény vezet rajta keresztül. Azt átjárást láncok teszik könnyebbé. Figyelem: az átjárás Tátrai Nemzeti Park (TANAP) előírása szerint „egyirányú”, azaz bejárása (a forgalmi torlódásokat elkerülendő) a (Csorbatótól a Malompataki-völgyben (Mlynica) felmenetben) engedélyezett. A TANAP a szabálytalankodókat keményen bírságolja, ha elkapja őket.
November 1-jétől június 12-ig lezárva.
- A Malompataki-völgyből (Mlinica-völgyből) (K-ről)

A Felső-Fátyol-tótól (Szkok-tótól) a sárga jelzett úton az Alsó-Zerge-tó katlanába, majd balra kanyarodva emelkedünk a Szentiványi-tóhoz (Capie pleso, 2072 m). Innen a Furkota-csúcs (jobb) és a Nagy-Szoliszkó (bal) közötti gerincben több bemetszés látható. Az átjáró a Furkota-csúcshoz legközelebb fekvő gerincbemélyedés, amelyhez törmelékes folyosó húzódik fel. Az alsó részében a jobb oldalán, majd a folyosóban fel a hágóra. (A Felső-Fátyol-tótól (Szkok-tótól) 2 ó.)
- A Furkota-völgyből (DNy-ról)

A Felső-Wahlenberg-tó tófaláról É. irányban keresztezve az omladéklejtőt, a Furkota-csúcs aljában jobbra, és a fárasztó, mozgó törmeléken fel a hágóra. (A tófaltól 30 p.)

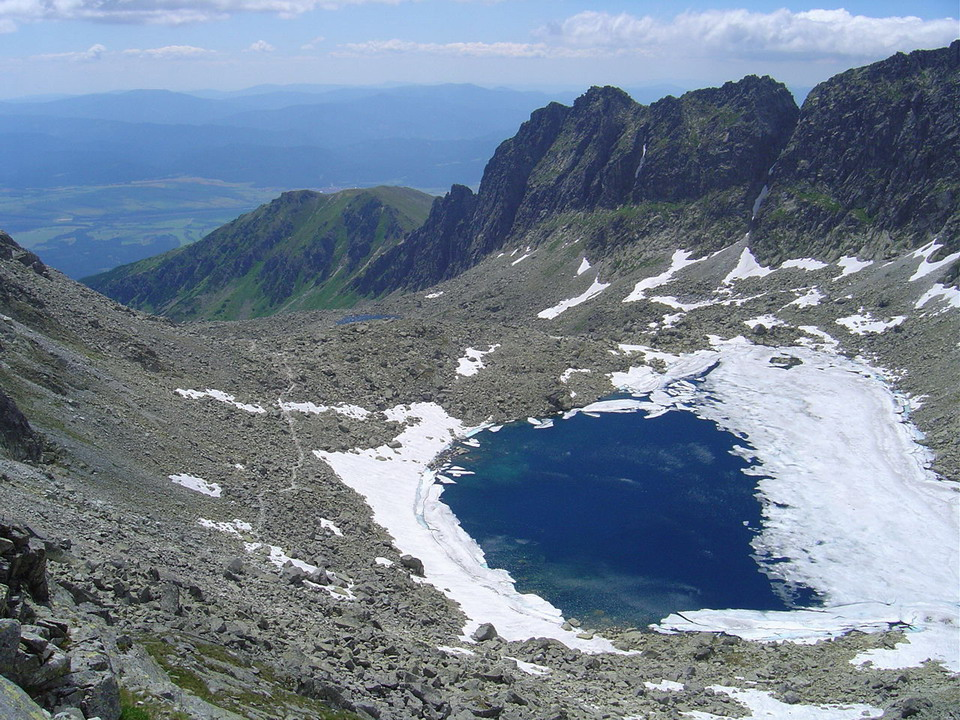
Kilátás a Lorenz-hágóból a Furkota-völgyben, 2157 méter magasan fekvő Felső-Wahlenberg-tóra

Az első feljegyzett átkelés előtt talán már a zergevadászok és pásztorok ismerték. Az első ismert átkelést 1879-ben a Zipser Bote szepességi hetilapban Kövi Imre iglói tanár írta le, aki Róth Márton és Havas Péter nevű erdész társaságában 1879. VIII. 5-én kelt át rajta. Kilenc év múlva Róth Márton a Magyarországi Kárpát Egyesület (MKE) Évkönyvében az átkelésüket részletesen leírta, és mivel névtelennek vélte a nyerget, elnevezte Lorenz Viktorról Lorenz-hágónak. Ez volt eredetileg a szlovák elnevezés is, Miloš Janoška az 1911-ben kiadott Tátra-kalauzában még a Lorenzovo sedlo elnevezést használja és megjegyzi, hogy a lengyelek Bystrý Priechodnak nevezik. A lengyel elnevezés a bystrý (=sebes, eszes) szóból indul ki, a szónak bizonyára van egy más jelentése is, nevezetesen bystrý=meredek. Állítólag a liptói szóhasználatban is van ilyen jelentése.

## Lásd még
- Furkota-hágó